# Primer ministro de los Países Bajos
El primer ministro de los Países Bajos (en neerlandés, Minister-President) es el presidente del Consejo de Ministros y el jefe del Gobierno de los Países Bajos.

## Historia y definición
El cargo se estableció oficialmente en 1848 con el nombre de Presidente del Consejo de Ministros de los Países Bajos, siendo su primer titular el hombres de negocios y político Gerrit Schimmelpenninck, quien lo ostentó únicamente 62 días, lo que le convierte también en el más breve de los jefes de Gobierno neerlandeses de la historia. El primer ministro con el mandato más longevo hasta la fecha es Ruud Lubbers (11 años, 9 meses y 18 días).
En 1945 cambió a su nombre actual de primer ministro de los Países Bajos.
Aunque formalmente no le están asignados ningún poder especial, el primer ministro funciona como la «cara» del Gabinete. Generalmente, el primer ministro es también ministro de Asuntos Generales (Minister van Algemene Zaken).
El primer ministro es el jefe del partido o coalición mayoritario en la cámara baja del parlamento (Tweede Kamer), y es un miembro del Consejo de Ministros.
|                          |                                 | Gerrit Schimmelpenninck (1794-1863)           | 25 de marzo de 1848           | 17 de mayo de 1848          | Independiente                                                     |                             | Schimmelpenninck              | Guillermo II (1840-1849)  |
|                          |                                 | Jacob de Kempenaer (1793-1870)                | 21 de noviembre de 1848       | 1 de noviembre de 1849      | Independiente                                                     | 1848                        | De Kempenaer                  | Guillermo II (1840-1849)  |
|                          |                                 | Johan Rudolf Thorbecke (1798-1872)            | 1 de noviembre de 1849        | 19 de abril de 1853         | Liberal                                                           | 1850 1852                   | Lib.                          | Guillermo III (1849-1890) |
|                          |                                 | Floris Adriaan van Hall (1791-1866)           | 19 de abril de 1853           | 1 de julio de 1856          | Conservador                                                       | 1853                        | Cons.-Antirrev.               | Guillermo III (1849-1890) |
|                          |                                 | Justinus van der Brugghen (1804-1863)         | 1 de julio de 1856            | 18 de marzo de 1858         | Independiente                                                     | 1856                        | Van der Brugghen              | Guillermo III (1849-1890) |
|                          |                                 | Jan Jacob Rochussen (1797-1871)               | 18 de marzo de 1858           | 23 de febrero de 1860       | Independiente                                                     | 1858                        | Rochussen                     | Guillermo III (1849-1890) |
|                          |                                 | Floris Adriaan van Hall (1791-1866)           | 23 de febrero de 1860         | 14 de marzo de 1861         | Conservador                                                       | 1860                        | Cons.                         | Guillermo III (1849-1890) |
|                          |                                 | Jacob van Zuylen van Nijevelt (1816-1890)     | 14 de marzo de 1861           | 10 de noviembre de 1861     | Independiente                                                     |                             | van Zuylen van Nijevelt       | Guillermo III (1849-1890) |
|                          |                                 | Schelto van Heemstra (1807-1864)              | 10 de noviembre de 1861       | 1 de febrero de 1862        | Independiente                                                     |                             | van Heemstra                  | Guillermo III (1849-1890) |
|                          |                                 | Johan Rudolf Thorbecke (1798-1872)            | 1 de febrero de 1862          | 10 de febrero de 1866       | Liberal                                                           | 1862                        | Lib.                          | Guillermo III (1849-1890) |
|                          |                                 | Isaäc Dignus Fransen van de Putte (1822-1902) | 10 de febrero de 1866         | 1 de junio de 1866          | Liberal                                                           |                             | Lib.                          | Guillermo III (1849-1890) |
|                          |                                 | Julius van Zuylen van Nijevelt (1819-1894)    | 1 de junio de 1866            | 4 de junio de 1868          | Conservador                                                       | Jun. 1866 Oct. 1866         | Cons.                         | Guillermo III (1849-1890) |
|                          |                                 | Pieter Philip van Bosse (1809-1879)           | 4 de junio de 1868            | 4 de enero de 1871          | Liberal                                                           | 1868 1869                   | Lib.                          | Guillermo III (1849-1890) |
|                          |                                 | Johan Rudolf Thorbecke (1798-1872)            | 4 de enero de 1871            | 4 de junio de 1872 (muerte) | Liberal                                                           | 1871                        | Lib.                          | Guillermo III (1849-1890) |
|                          |                                 | Gerrit de Vries (1818-1900)                   | 4 de junio de 1872            | 27 de agosto de 1874        | Liberal                                                           | 1873                        | Lib.                          | Guillermo III (1849-1890) |
|                          |                                 | Jan Heemskerk (1818-1897)                     | 27 de agosto de 1874          | 3 de noviembre de 1877      | Conservador                                                       | 1875                        | Cons.                         | Guillermo III (1849-1890) |
|                          |                                 | Jan Kappeyne van de Coppello (1822-1895)      | 3 de noviembre de 1877        | 20 de agosto de 1879        | Liberal                                                           | 1877                        | Lib.                          | Guillermo III (1849-1890) |
|                          |                                 | Theo van Lynden van Sandenburg (1822-1895)    | 20 de agosto de 1879          | 23 de abril de 1883         | Partido Antirrevolucionario (ARP)                                 | 1879                        | ARP-Lib.                      | Guillermo III (1849-1890) |
|                          |                                 | Jan Heemskerk (1818-1897)                     | 23 de abril de 1883           | 21 de abril de 1888         | Conservador                                                       | 1883 1884 1886 1887         | Cons.-Lib.                    | Guillermo III (1849-1890) |
|                          |                                 | Aeneas Mackay Jr. (1838-1909)                 | 21 de abril de 1888           | 21 de agosto de 1891        | Partido Antirrevolucionario (ARP)                                 | 1888                        | ARP-Cat.                      | Guillermo III (1849-1890) |
|                          |                                 | Gijsbert van Tienhoven (1841-1914)            | 21 de agosto de 1891          | 9 de mayo de 1894           | Unión Liberal                                                     | 1891                        | LU                            | Guillermina (1890-1948)   |
|                          |                                 | Joan Röell (1844-1914)                        | 9 de mayo de 1894             | 27 de julio de 1897         | Unión Liberal (LU)                                                | 1894                        | LU                            | Guillermina (1890-1948)   |
|                          |                                 | Nicolaas Pierson (1839-1909)                  | 27 de julio de 1897           | 1 de agosto de 1901         | Unión Liberal (LU)                                                | 1897                        | LU                            | Guillermina (1890-1948)   |
|                          |                                 | Abraham Kuyper (1837-1920)                    | 1 de agosto de 1901           | 17 de agosto de 1905        | Partido Antirrevolucionario (ARP)                                 | 1901                        | ARP-Cat.-Crist. Hist          | Guillermina (1890-1948)   |
|                          |                                 | Theo de Meester (1851-1919)                   | 17 de agosto de 1905          | 12 de febrero de 1908       | Unión Liberal (LU)                                                | 1905                        | LU                            | Guillermina (1890-1948)   |
|                          |                                 | Theo Heemskerk (1852-1932)                    | 12 de febrero de 1908         | 29 de agosto de 1913        | Partido Antirrevolucionario (ARP)                                 | 1909                        | ARP-ABRKK-CHU                 | Guillermina (1890-1948)   |
|                          |                                 | Pieter Cort van der Linden (1846-1935)        | 29 de agosto de 1913          | 9 de septiembre de 1918     | Unión Liberal (LU)                                                | 1913 1917                   | LU                            | Guillermina (1890-1948)   |
|                          |                                 | Charles Ruijs de Beerenbrouck (1873-1936)     | 9 de septiembre de 1918       | 4 de agosto de 1925         | Católico                                                          | 1918 1922                   | Cat.- ARP - CHU               | Guillermina (1890-1948)   |
|                          |                                 | Hendrikus Colijn (1869-1944)                  | 4 de agosto de 1925           | 8 de marzo de 1926          | Partido Antirrevolucionario (ARP)                                 | 1925                        | Cat.- ARP - CHU               | Guillermina (1890-1948)   |
|                          |                                 | Dirk Jan de Geer (1870-1960)                  | 8 de marzo de 1926            | 10 de agosto de 1929        | Unión Histórica Cristiana (CHU)                                   | —                           | Cat.- ARP - CHU               | Guillermina (1890-1948)   |
|                          |                                 | Charles Ruijs de Beerenbrouck (1873-1936)     | 10 de agosto de 1929          | 26 de mayo de 1933          | Católico                                                          | 1929                        | Cat.- ARP - CHU               | Guillermina (1890-1948)   |
|                          |                                 | Hendrikus Colijn (1869-1944)                  | 26 de mayo de 1933            | 24 de junio de 1937         | Partido Antirrevolucionario (ARP)                                 | 1933                        | Cat.- ARP - CHU - LSP -VDB    | Guillermina (1890-1948)   |
| 24 de junio de 1937      | 25 de julio de 1939             | Hendrikus Colijn (1869-1944)                  | 1937                          | Cat.- ARP - CHU             | Partido Antirrevolucionario (ARP)                                 |                             |                               | Guillermina (1890-1948)   |
| 25 de julio de 1939      | 10 de agosto de 1939            | Hendrikus Colijn (1869-1944)                  | 1937                          | ARP - CHU - LSP             | Partido Antirrevolucionario (ARP)                                 |                             |                               | Guillermina (1890-1948)   |
|                          |                                 | Dirk Jan de Geer (1870-1960)                  | 10 de agosto de 1939          | 3 de septiembre de 1940     | Unión Histórica Cristiana (CHU)                                   | -                           | Cat.- SDAP-ARP - CHU -VDB     | Guillermina (1890-1948)   |
|                          |                                 | Pieter Sjoerds Gerbrandy (1885-1961)          | 3 de septiembre de 1940       | 28 de julio de 1941         | Partido Antirrevolucionario (ARP)                                 | -                           | Cat.- SDAP-ARP - CHU -VDB     | Guillermina (1890-1948)   |
| 28 de julio de 1941      | 23 de febrero de 1945           | Pieter Sjoerds Gerbrandy (1885-1961)          | Cat.- SDAP-ARP - CHU -VDB-LSP |                             | Partido Antirrevolucionario (ARP)                                 | -                           |                               | Guillermina (1890-1948)   |
| 23 de febrero de 1945    | 25 de junio de 1945             | Pieter Sjoerds Gerbrandy (1885-1961)          | Cat. - ARP - VDB              |                             | Partido Antirrevolucionario (ARP)                                 | -                           |                               | Guillermina (1890-1948)   |
|                          |                                 | Willem Schermerhorn (1894-1977)               | 25 de junio de 1945           | 3 de julio de 1946          | Liga Democrática por la Libertad de Pensamiento (VDB) (1945-1946) | -                           | VDB-SDAP-KVP-ARP              | Guillermina (1890-1948)   |
|                          | Partido Laborista (PvdA) (1946) | Willem Schermerhorn (1894-1977)               | 25 de junio de 1945           | 3 de julio de 1946          |                                                                   | -                           | VDB-SDAP-KVP-ARP              | Guillermina (1890-1948)   |
|                          |                                 | Louis Beel (1902-1977)                        | 3 de julio de 1946            | 7 de agosto de 1948         | Partido Popular Católico (KVP)                                    | 1946                        | KVP - PvdA                    | Guillermina (1890-1948)   |
|                          |                                 | Willem Drees (1886-1988)                      | 7 de agosto de 1948           | 2 de septiembre de 1952     | Partido Laborista (PvdA)                                          | 1948                        | KVP - PvdA - CHU - VVD        | Juliana (1948-1980)       |
| 2 de septiembre de 1952  | 22 de diciembre de 1958         | Willem Drees (1886-1988)                      | 1952 1956                     | PvdA - KVP - ARP - CHU      | Partido Laborista (PvdA)                                          |                             |                               | Juliana (1948-1980)       |
|                          |                                 | Louis Beel (1902-1977)                        | 22 de diciembre de 1958       | 19 de mayo de 1959          | Partido Popular Católico (KVP)                                    | -                           | KVP - ARP - CHU               | Juliana (1948-1980)       |
|                          |                                 | Jan de Quay (1901-1985)                       | 19 de mayo de 1959            | 24 de julio de 1963         | Partido Popular Católico (KVP)                                    | 1959                        | KVP - VVD - ARP - CHU         | Juliana (1948-1980)       |
|                          |                                 | Victor Marijnen (1917-1975)                   | 24 de julio de 1963           | 14 de abril de 1965         | Partido Popular Católico (KVP)                                    | 1963                        | KVP - VVD - ARP - CHU         | Juliana (1948-1980)       |
|                          |                                 | Jo Cals (1914-1971)                           | 14 de abril de 1965           | 22 de noviembre de 1966     | Partido Popular Católico (KVP)                                    | -                           | KVP - PvdA - ARP              | Juliana (1948-1980)       |
|                          |                                 | Jelle Zijlstra (1918-2001)                    | 22 de noviembre de 1966       | 5 de abril de 1967          | Partido Antirrevolucionario (ARP)                                 | -                           | KVP - ARP                     | Juliana (1948-1980)       |
|                          |                                 | Piet de Jong (1915-2016)                      | 5 de abril de 1967            | 6 de julio de 1971          | Partido Popular Católico (KVP)                                    | 1967                        | KVP - VVD - ARP - CHU         | Juliana (1948-1980)       |
|                          |                                 | Barend Biesheuvel (1920-2001)                 | 6 de julio de 1971            | 9 de agosto de 1972         | Partido Antirrevolucionario (ARP)                                 | 1971                        | KVP - VVD - ARP - CHU - DS'70 | Juliana (1948-1980)       |
| 9 de agosto de 1972      | 11 de mayo de 1973              | Barend Biesheuvel (1920-2001)                 | KVP - VVD - ARP - CHU         |                             | Partido Antirrevolucionario (ARP)                                 | 1971                        |                               | Juliana (1948-1980)       |
|                          |                                 | Joop den Uyl (1919-1987)                      | 11 de mayo de 1973            | 19 de diciembre de 1977     | Partido Laborista (PvdA)                                          | 1972                        | PvdA - KVP - ARP - PPR - D66  | Juliana (1948-1980)       |
|                          |                                 | Dries van Agt (1931-2024)                     | 19 de diciembre de 1977       | 11 de septiembre de 1981    | Llamada Demócrata Cristiana (CDA)                                 | 1977                        | CDA - VVD                     | Juliana (1948-1980)       |
| 11 de septiembre de 1981 | 4 de noviembre de 1982          | Dries van Agt (1931-2024)                     | 1981                          | PvdA - CDA - D66            | Llamada Demócrata Cristiana (CDA)                                 | Beatriz (1980-2013)         |                               |                           |
| 11 de septiembre de 1981 | 4 de noviembre de 1982          | Dries van Agt (1931-2024)                     | 1981                          | CDA - D66                   | Llamada Demócrata Cristiana (CDA)                                 | Beatriz (1980-2013)         |                               |                           |
|                          |                                 | Ruud Lubbers (1939-2018)                      | 4 de noviembre de 1982        | 7 de noviembre de 1989      | Llamada Demócrata Cristiana (CDA)                                 | Beatriz (1980-2013)         | 1982 1986                     | CDA - VVD                 |
| 7 de noviembre de 1989   | 22 de agosto de 1994            | Ruud Lubbers (1939-2018)                      | 1989                          | CDA - PvdA                  | Llamada Demócrata Cristiana (CDA)                                 | Beatriz (1980-2013)         |                               |                           |
|                          |                                 | Wim Kok (1938-2018)                           | 22 de agosto de 1994          | 22 de julio de 2002         | Partido Laborista (PvdA)                                          | Beatriz (1980-2013)         | 1994 1998                     | PvdA - VVD - D66          |
|                          |                                 | Jan Peter Balkenende (1956-)                  | 22 de julio de 2002           | 27 de mayo de 2003          | Llamada Demócrata Cristiana (CDA)                                 | Beatriz (1980-2013)         | 2002                          | CDA - LPF - VVD           |
| 27 de mayo de 2003       | 22 de febrero de 2007           | Jan Peter Balkenende (1956-)                  | 2003                          | CDA - VVD - D66             | Llamada Demócrata Cristiana (CDA)                                 | Beatriz (1980-2013)         |                               |                           |
| 27 de mayo de 2003       | 22 de febrero de 2007           | Jan Peter Balkenende (1956-)                  | 2003                          | CDA - VVD                   | Llamada Demócrata Cristiana (CDA)                                 | Beatriz (1980-2013)         |                               |                           |
| 22 de febrero de 2007    | 14 de octubre de 2010           | Jan Peter Balkenende (1956-)                  | 2006                          | CDA - PvdA - CU             | Llamada Demócrata Cristiana (CDA)                                 | Beatriz (1980-2013)         |                               |                           |
|                          |                                 | Mark Rutte (1967-)                            | 14 de octubre de 2010         | 5 de noviembre de 2012      | Partido Popular por la Libertad y la Democracia (VVD)             | Beatriz (1980-2013)         | 2010                          | VVD - CDA                 |
| 5 de noviembre de 2012   | 26 de octubre de 2017           | Mark Rutte (1967-)                            | 2012                          | VVD - PvdA                  | Partido Popular por la Libertad y la Democracia (VVD)             | Guillermo Alejandro (2013-) |                               |                           |
| 26 de octubre de 2017    | 2 de julio de 2024              | Mark Rutte (1967-)                            | 2017 2021                     | VVD - D66 - CDA - CU        | Partido Popular por la Libertad y la Democracia (VVD)             | Guillermo Alejandro (2013-) |                               |                           |
|                          |                                 | Dick Schoof (1957-)                           | 2 de julio de 2024            | En el cargo                 | Independiente                                                     | Guillermo Alejandro (2013-) | 2023                          | PVV - VVD - NSC - BBB     |